# HMS Kempenfelt (I18)
La HMS Kempenfelt (pennant number I18) fu un cacciatorpediniere appartenente alla classe C della Royal Navy. Fu varato nel 1931, completato nel 1932 e trasferito alla Royal Canadian Navy il 19 ottobre 1939 dove prese il nome di HMCS Assiniboine e con questo nome operò durante la seconda guerra mondiale.

## HMSKempenfelt
La nave venne completata come conduttore di flottiglia in grado di portare uno stato maggiore di trenta uomini in più rispetto al normale equipaggio, ma non venne mai impiegata in operazioni belliche.

## HMSCAssiniboine
L'8 marzo 1940 insieme all'incrociatore leggero HMS Dunedin catturò il cargo tedesco Hannover che poi sarebbe diventato la portaerei leggera HMS Audacity. Operò nella battaglia dell'Atlantico come scorta ai convogli, speronando ed affondando un U-Boot tedesco, l'U-210, il 6 agosto 1942 a sud di Capo Farewell, Groenlandia in posizione 54°24'N, 34°37'W. Per lo sbarco in Normandia venne usato in pattugliamento antisottomarino e poi convertito in trasporto truppe per riportare a casa i reduci canadesi dall'Europa. Venne radiato nel 1945 e inviato alla demolizione poco dopo ma andò in secca durante il trasferimento e venne rottamato sul posto solo nel 1952.